# 二間手村
二間手村（ふたまてむら）はかつて岐阜県郡上郡に存在した村である。
現在の郡上市明宝二間手に該当する。

## 歴史
- 1889年（明治22年）7月1日 - 町村制により二間手村が発足。
- 1897年（明治30年）4月1日 - 気良村、奥住村、大谷村、小川村、畑佐村、寒水村と合併し奥明方村が発足。同日二間手村は廃止。